# Anostostoma spinosum
Anostostoma spinosum är en insektsart som beskrevs av Heinrich Hugo Karny 1930. Anostostoma spinosum ingår i släktet Anostostoma och familjen Anostostomatidae. Inga underarter finns listade i Catalogue of Life.